# Płaszczyniec komosiak
Płaszczyniec komosiak (Piesma maculatum) – gatunek pluskwiaka z podrzędu różnoskrzydłych i rodziny płaszczyńcowatych.

## Morfologia

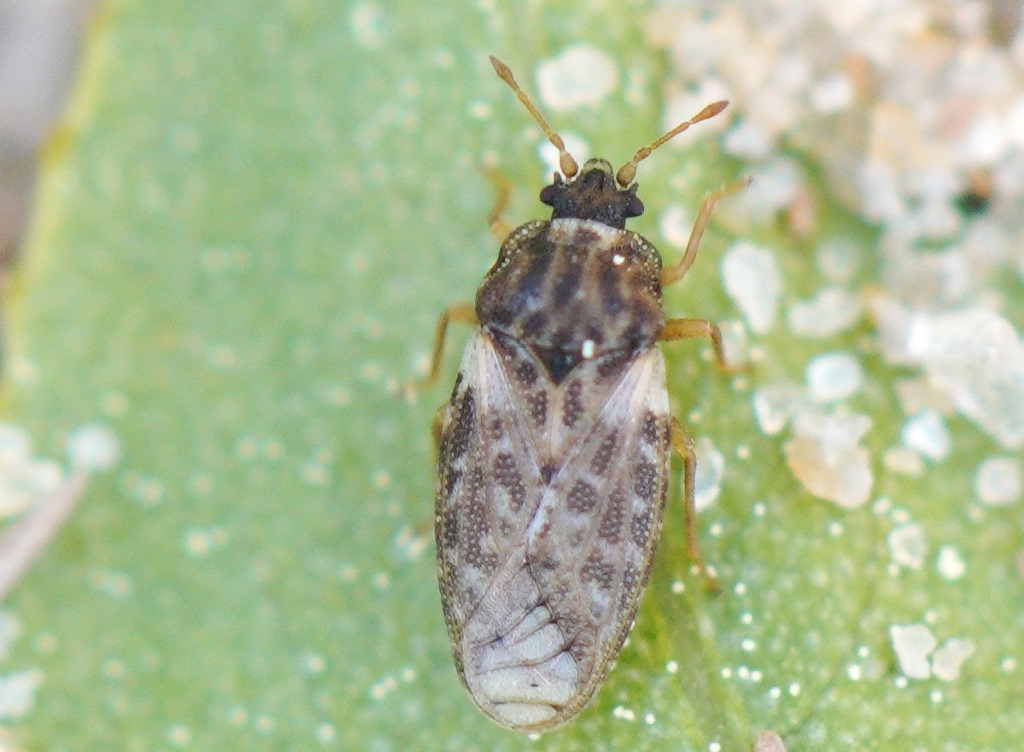
Imago na liściu

Pluskwiak o ciele długości od 2,3 do 3,2 mm, ubarwionym szarożółto lub szarozielono z różnorodnymi, ciemniejszymi plamami na półpokrywach. Głowa jest ciemnobrązowa do czarnej z żółtymi plamami, między oczami spłaszczona do nieco wypukłej. Wydłużone i zgięte do wewnątrz policzki osiągają u samców znacznie większą długość niż u samic. U nasady czułków występuje tylko jeden małych rozmiarów wyrostek. Na przedpleczu znajdują się dwa podłużne żeberka, a jego blaszki boczne są szersze niż u Piesma capitatum i zaopatrzone zwykle w dwa rzędy oczek.

## Ekologia
Płaszczyniec ten zamieszkuje siedliska o charakterze ruderalnym, jak przydroża, torowiska, ugory czy miedze. Występuje głównie na przedstawicielach rodziny komosowatych, których sokami się odżywia. Zwykle przebywa w dolnych częściach roślin.

## Występowanie
Gatunek rozpowszechniony w krainie palearktycznej. Na wschodzie zasięgu sięga na północ do okolicy 62° N, a w Skandynawii dochodzi do 64° N. W Europie znany jest z niemal wszystkich krajów. W Polsce jest pospolity na całym jej terenie.